# Глубоково (Вязниковский район)
Глубоково — деревня в Вязниковском районе Владимирской области России, входит в состав муниципального образования посёлок Мстёра.

## География
Деревня расположена близ берега реки Клязьма в 13 км на юго-восток от центра поселения посёлка Мстёра и в 10 км на северо-запад от райцентра города Вязники.

## История
В XIX — первой четверти XX века деревня входила в состав Станковской волости Вязниковского уезда, с 1926 года — в составе Вязниковской волости. В 1859 году в деревне числилось 14 дворов, в 1905 году — 11 дворов, в 1926 году — 10 дворов.
С 1929 года деревня входила в состав Станковского сельсовета Вязниковского района, с 2005 года — в составе муниципального образования посёлок Мстёра.

## Население
| 1859 | 1905 | 1926 | 2002 | 2010 | 2021 |
| ---- | ---- | ---- | ---- | ---- | ---- |
| 82   | ↘67  | →67  | ↘5   | ↗11  | ↘5   |